# Europski ured za borbu protiv prijevara
Europski ured za borbu protiv prijevara, poznatiji po kratici OLAF (francuski akronim za naziv Ureda, Office de Lutte Anti-Fraude; engleski: European Anti-fraud Office) osnovan je 1999. godine kako bi zaštitio financijske interese Europske unije i osigurao najbolje moguće korištenje resursa Europske unije, borio se protiv prijevara, korupcije i bilo koje druge nezakonite aktivnosti, uključujući loše postupanje unutar europskih ustanova s financijskim posljedicama. OLAF djeluje kao nezavisna služba za provođenje istražnih postupaka unutar Europske komisije.

## Vanjske poveznice
- (en) Službene stranice